# Bluewater (Einkaufszentrum)

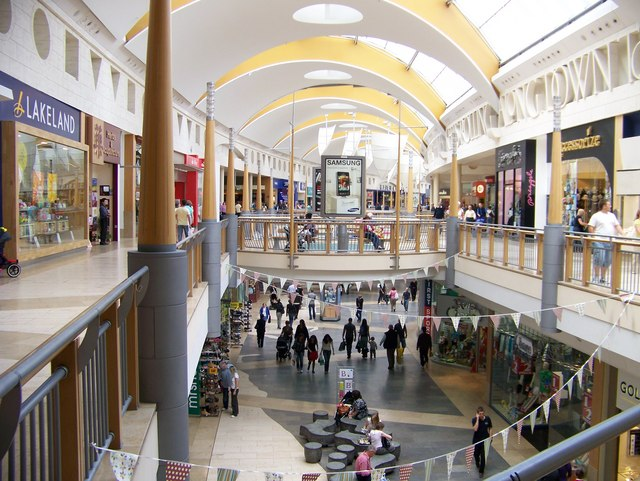
Innenansicht

Das Bluewater Shopping Centre (kurz als Bluewater bekannt) ist ein Einkaufszentrum in Greenhithe (Grafschaft Kent) im Südosten Englands. Es liegt außerhalb an der Ringautobahn M25 um London und 28,6 km südöstlich von dessen Zentrum. Der Komplex wurde nach einem Entwurf des Architekten Eric Kuhne innerhalb von drei Jahren in einem früheren Kalksteinbruch errichtet und am 16. März 1999 eröffnet. Das Gelände einschließlich der Parkplätze umfasst eine Fläche von 97 ha, die Verkaufsfläche beträgt insgesamt 154.000 m² auf zwei Ebenen. Bluewater ist damit das viertgrößte Einkaufszentrum im Vereinigten Königreich (nach dem MetroCentre bei Newcastle, Trafford Centre bei Manchester und dem Westfield Stratford City in Stratford (London)). In Europa sind ansonsten nur die Cevahir Shopping Mall in Istanbul und die Shopping City Süd bei Wien größer.
Im Bluewater befinden sich 330 Ladenlokale einschließlich der drei Ankermieter House of Fraser, John Lewis und Marks & Spencer, 40 Cafés und Restaurants sowie ein Kino mit 13 Sälen. Es hat ca. 7.000 Beschäftigte und zählt über 28 Mio. Besucher pro Jahr. 13.000 kostenlose Parkplätze stehen zur Verfügung.
Eigentümer sind die Unternehmen Prudential plc (35 %), Land Securities (30 %), Lend Lease Retail Partnership (25 %) und Hermes Investment Management (10 %).

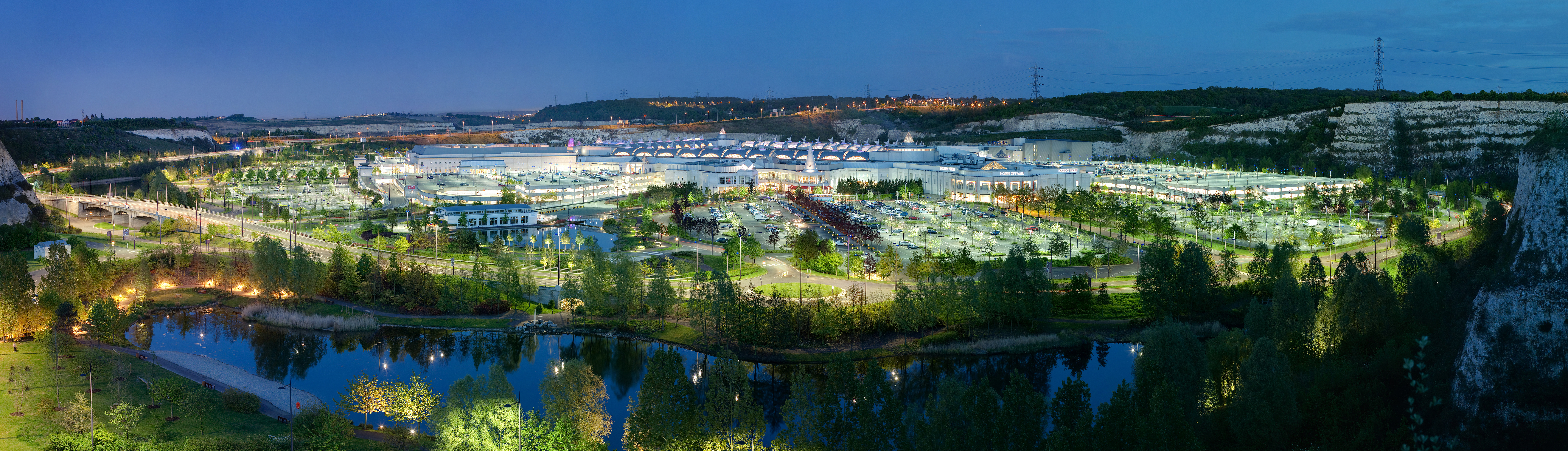
Panoramaansicht, April 2009